# Kirkjubólsnúpur
Kirkjubólsnúpur är en bergstopp i republiken Island. Den ligger i regionen Västfjordarna, 200 km nordväst om huvudstaden Reykjavík. Toppen på Kirkjubólsnúpur är 622 meter över havet, eller 59 meter över den omgivande terrängen. Bredden vid basen är 1,6 km.
Runt Kirkjubólsnúpur är det mycket glesbefolkat, med 2 invånare per kvadratkilometer. Närmaste större samhälle är Patreksfjörður, omkring 18 kilometer söder om Kirkjubólsnúpur. Trakten runt Kirkjubólsnúpur består i huvudsak av gräsmarker.